# Chris Wood
Christopher Grant Wood, född den 7 december 1991 i Auckland, Nya Zeeland, är en nyzeeländsk fotbollsspelare som spelar för Nottingham Forest i Premier League.

## Klubbkarriär

### West Bromwich Albion
Wood flyttade från Nya Zeeland till West Bromwich Albion 2008 för spel i West Bromwich ungdomslag. I april 2009 spelade han första a-lagsmatch för West Bromwich borta mot Portsmouth FC när han fick hoppa in den 75:e minuten. Wood skrev under 2009 proffskontrakt med West Bromwich där han spelade fram till 2013, en period som innefattade flera lån, bland annat till Millwall.

### Leicester City
Den 28 december 2012 meddelade Leicester City att man kommit överens om villkoren för Woods övergång från West Bromwich. Han gick inledningsvis på lån för att bli spelklar tidigare, och debuterade den 1 januari i en seriematch mot Huddersfield Town. Han gjorde nio mål på 22 matcher under våren, medan Leicester slutade sexa och förlorade semifinalen i kvalet till Premier League.
Under säsongen 2013/2014 fick Wood huvudsakligen göra inhopp. Han spelade 26 seriematcher under säsongen, varav endast sju från start, och gjorde fyra mål. Leicester vann samma säsong Championship och uppflyttning. Wood kom in som avbytare mot Everton den 16 augusti 2014, i Leicesters första Premier League-match, och gjorde sju minuter senare sitt första mål i högstadivisionen. Han fick under hösten göra sex ytterligare inhopp.
Den 27 februari 2015 gick Wood på lån till Ipswich Town för återstoden av säsongen. Han spelade åtta matcher varav tre från start, men misslyckades med att göra mål.

### Leeds United
Den 1 juli 2015 värvades Wood av Leeds United för 3 miljoner pund, klubbens dyraste värvning sen Nick Barmby sommaren 2002. Han debuterade i säsongspremiären mot Burnley (1-1) den 8 augusti. Hans andra match för klubben, ett ligacupmöte med Doncaster Rovers, avgjordes på straffläggning varvid Wood missade sin straff och Leeds slogs ut. Den 19 augusti gjorde Wood sitt första mål för Leeds i en seriematch (2-2) mot Bristol City. Han kom att göra 13 mål på 36 seriematcher under sin första säsong i Leeds United, som slutade på 13:e plats i tabellen, och blev därmed klubbens bäste målskytt.
Såväl Wood själv som klubben lyckades bättre under hans andra säsong. Wood upprätthöll en stark målproduktion under hela säsongen och blev med 27 ligamål på 44 matcher bäste målskytt i Championship under 2016/2017, medan Leeds slutade på sjunde plats, strax utanför kvalet till Premier League. Han vann utmärkelsen som bäste spelare i serien i januari 2017, och som fansens bäste spelare i serien (genom spelarorganisationen PFA) i både januari och mars. Wood inkluderades dessutom i PFA:s "årets lag", och tillsammans med Leeds-kollegan Pontus Jansson var han med i ligans utsedda "årets lag" för både Championship och hela serien (alla divisioner). Han var en av kandidaterna för "årets spelare" i serien, en utmärkelse som till sist gick till Brightons Anthony Knockaert. Wood vann också Leeds Uniteds egna utmärkelser som årets spelare, från såväl klubben som dess supportrar.
Wood inledde säsongen 2017/2018 med att göra mål mot Bolton i säsongspremiären (seger 3-2) den 6 augusti. Under augusti 2017 lade Premier League-klubben Burnley FC flera bud på spelaren, som ersättare för Andre Gray som sålts till Watford. Leeds United tackade nej till två av buden, och erbjöd istället Wood en kontraktsförlängning på tre år för att försöka behålla honom i klubben. Den 19 augusti valde Wood att avstå från att spela i Leeds seriematch mot Sunderland (seger 2-0), då en övergång uppgavs vara nära förestående.
Wood gjorde sammanlagt 44 mål på 88 matcher under sina två år i Leeds United.

### Burnley
Den 21 augusti 2017 meddelade Burnley att man värvat Wood från Leeds United på ett fyraårskontrakt. Övergångssumman uppgavs ligga på omkring 15 miljoner pund, ett klubbrekord för Burnley. I sin första seriematch den 27 augusti gjorde Wood sitt första och klubbens enda mål när ett bortamöte med Tottenham slutade 1–1. Han gjorde under sin första säsong i klubben tio mål på 24 ligamatcher, varav 20 från start.
Den 8 november 2019 förlängde Wood sitt kontrakt i Burnley fram till juni 2023.

### Newcastle United
Den 13 januari 2022 värvades Wood av Newcastle United, där han skrev på ett 2,5-årskontrakt. Newcastles tränare Eddie Howe sa att Wood var en viktig värvning vid en avgörande tidpunkt på säsongen. Wood själv såg flytten som en "spännande möjlighet" efter att ha blivit klubbens andra värvning sedan övertagandet från ett konsortium med stöd av Saudiarabien. Wood gjorde sin debut för Newcastle bara två dagar efter att skrivit på för klubben, när han startade matchen som slutade oavgjort 1–1 mot Watford.
Den 20 januari 2023 värvades Wood av Nottingham Forest på ett halvårslån med en obligation att göra övergången permanent efteråt med ett tvåårskontrakt.

## Landslagskarriär
Wood debuterade för Nya Zeelands landslag den 3 juni 2009 i en vänskapsmatch mot Tanzania. Han blev uttagen till Nya Zeelands VM-trupp 2010 som den yngste spelaren i truppen. Han deltog som inhoppare i lagets samtliga tre gruppspelsmatcher i detta VM.